# Бостик, Рафаэль
Рафаэль Бостик (англ. Raphael W. Bostic, род. 1966, Дерлан, Нью-Джерси) — американский экономист, академик и государственный служащий, занимающий пост 15-го президента и генерального директора Федерального резервного банка Атланты с 2017 года. Во время своей академической карьеры Бостик работал заведующим кафедрой управления, менеджмента и политического процесса в Школе государственной политики Прайса Университета Южной Калифорнии.

## Ранние годы
Бостик родился у Рафаэля Теодора Бостика из Санта-Крус и Виолы Уильямс в Нью-Йорке и вырос в городке Делран, штат Нью-Джерси, здесь же он окончил среднюю школу Делрана. Он получил степень бакалавра искусств в Гарвардском университете в 1987 году по специальности экономика и психология. В 1995 году он получил докторскую степень по экономике в Стэнфордском университете.

## Карьера
Бостик был членом совета директоров Freddie Mac, Линкольнского института земельной политики и Abode Communities. Он является научным сотрудником Национальной академии государственного управления, вице-президентом Ассоциации анализа и управления государственной политикой, членом попечительского совета Enterprise Community Partners и членом исследовательского консультативного совета Фонда реинвестирования.
Бостик был экономистом в Совете управляющих Федеральной резервной системы с 1995 по 2001 год и помощником секретаря по разработке политики и исследованиям в Министерстве жилищного строительства и городского развития США с 2009 по 2012 год. С 2012 по 2017 год он был заведующим кафедрой управления, менеджмента и политического процесса в Школе государственной политики Сол Прайс Университета Южной Калифорнии.
В 2020 году Бостик написал для FRB Atlanta эссе под названием «Моральный и экономический императив покончить с расизмом». В нём он написал, что систематический расизм тормозит экономику.

### Политическое будущее
На протяжении всей своей карьеры Бостик упоминался как потенциальный кандидат на различные должности в федеральном правительстве. В ноябре 2020 года Бостик был назван потенциальным кандидатом на пост министра финансов в будущей администрации Байдена, но эта должность в конечном итоге досталась Джанет Йеллен.
В августе 2021 года Бостик упоминался как претендент на должность контролёра денежного обращения. В том же году он упоминался как возможная замена Джерома Пауэлла на посту председателя Федеральной резервной системы, прежде чем тот был повторно назначен на второй четырёхлетний срок.

## Личная жизнь
Бостик — первый афроамериканец и первый открытый гей, избранный руководителем регионального Федерального резервного банка.